# Elecció
|  | "Comicis" redirigeix aquí. Per als comicis de l'antiga Roma, vegeu Comicis romans |

|  | Aquest article tracta sobre la votació en democràcia. Vegeu-ne altres significats a «Elecció (tria)». |

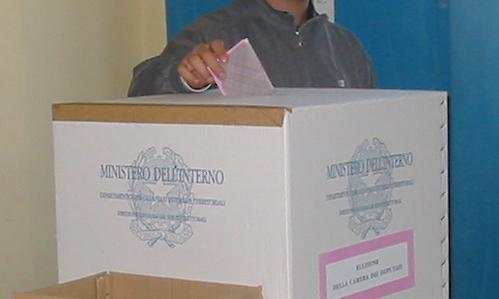
Urna electoral de les eleccions italianes

Una elecció és un procés de presa de decisions per mitjà del qual les persones voten per llurs candidats o partits polítics preferits els quals els representaran en el govern. Aquest és el mecanisme comú utilitzat en la democràcia moderna per escollir els representants i diputats d'un cos legislatiu, el cap de l'executiu així com els governants locals i regionals. Aquest procés, però, també s'utilitza en la selecció de diversos càrrecs de les organitzacions privades i públiques, clubs, associacions voluntàries i altres corporacions.
L'acceptació universal de les eleccions com a eina per seleccionar els representants en les democràcies modernes es distingeix de la pràctica democràtica arquetípica atenenca en què les eleccions eren una institució oligàrquica. Des del segle xx en la majoria dels estats el sufragi és un dret universal de tots els homes i dones que en són ciutadans.
El terme "reforma electoral" designa el procés d'establir els sistemes electorals democràtics i justs, si no n'hi ha cap, o de millorar-ne la transparència i eficiència.

## Les eleccions democràtiques
En la teoria política, l'autoritat dels governs democràtics emana exclusivament de l'aprovació del poble governat. El mecanisme principal per traduir aquesta aprovació en autoritat governamental són les eleccions lliures i legítimes. Existeix un consens gairebé universal sobre les característiques d'una elecció lliure i legítima. Jean Kirkpatrick, un acadèmic i ambaixador a les Nacions Unides dels Estats Units, va oferir la següent definició: "Les eleccions democràtiques no són merament simbòliques... són competitives, periòdiques, inclusives i definitives en què els individus amb la responsabilitat de prendre les decisions d'un govern són seleccionats per ciutadans que gaudeixen d'una àmplia llibertat per criticar al govern, publicar llurs crítiques i de presentar-ne alternatives." 
Una altra definició, del Democracy Watch (Observació Democràcia) diu que les eleccions lliures i democràtiques són: "eleccions en què es té gran cura per prevenir qualsevol tipus de biaix explícit o amagat cap a algun candidat a part dels biaixos benèfics que sorgeixen de manera natural d'un electorat que ha estat informat de manera equitativa sobre les diverses avantatges i desavantatges de cada candidat".
Aquest requeriment, de l'electorat plenament informat, és difícil d'assolir en les democràcies modernes amb milions d'electors potencials, la majoria dels quals no poden conèixer al candidat sinó per mitjà de la informació i propaganda comercial.

## Característiques de les eleccions

### Electors i candidats
Qui pot votar (sufragi) és una qüestió de gran importància en les eleccions. L'electorat (conjunt dels electors) sovint no inclou tota la població; per exemple, molts països no permeten que les persones amb discapacitat mental votin, i d'altres requereixen una edat mínima per votar.
Tanmateix, històricament, altres grups de persones han estat excloses dels procés electoral. Per exemple, en la democràcia atenenca, no es permetia que les dones, els estrangers ni els esclaus votessin, i la constitució original dels Estats Units només donava el dret a la votació als ciutadans blancs amb propietats. Aquesta situació ha canviat amb el pas del temps, amb grups d'activistes que van promoure el sufragi dels exclosos. En l'actualitat, en la majoria dels estats occidentals, el sufragi és un dret universal.
En alguns estats (com ara Bèlgica, Austràlia, Argentina i Xile, entre d'altres), votar és una obligació per llei; l'elector que no voti en les eleccions pot rebre petites sancions o fins i tot ésser empresonat. A altres estats (com ara Mèxic) votar és una prerrogativa (dret i obligació) moral d'acord amb la constitució, però no hi ha cap sanció per als infractors. A Espanya, el sufragi és només un dret, però, no pas una obligació.
La majoria dels estats estableixen restriccions als candidats que volen ocupar un càrrec públic; per exemple: ciutadania o nacionalitat, residència, edat mínima, no haver comès cap crim, etc.

### Tipus d'eleccions
Lliures: tothom ha de poder presentar-se com a candidat o
decidir lliurement el seu vot.
- Plurals: han de presentar-se diverses opcions polítiques
diferents.
- Sufragi universal: tots els ciutadans majors d'edat, sense
distinció per sexe o riquesa, han de poder votar.
- Periòdiques: cada cert temps, els ciutadans poden renovar
als seus representants polítics.

#### Per jurisdicció geogràfica
En la majoria dels estats regionals descentralitzats i els estats federats les eleccions es realitzen en tots el nivells de govern o jurisdicció geogràfica: des de les eleccions municipals, eleccions regionals, eleccions provincials, autonòmiques o estatals i eleccions legislatives o federals. Als estats unitaris o estats centralitzats només es realitzen eleccions legislatives, i el govern de l'Estat designa els governants de les províncies i regions que el conformen.
Un referèndum és una eina democràtica per mitjà de la qual l'electorat vota per una proposta, llei o política específica, en comptes d'un candidat o partit. Els referèndums es poden realitzar de manera contemporània a les eleccions generals o de manera separada. El parlament d'un estat pot demanar un referèndum, i en altres estats, els ciutadans tenen el dret a demanar un referèndum de manera directa, anomenat "iniciativa".

#### Per sistema electoral
Article principal: Sistema electoral
Els sistemes electorals són sèries de regles per mitjà de les quals els electors poden expressar llurs preferències, les quals, de manera agregada, defineixen un resultat final. El primer pas seleccionar la manera que se selecciona un candidat i la manera en què es realitza el còmput dels vots. La majoria dels sistemes poden ser categoritzats com a sistemes proporcionals o sistemes majoritaris. El sistema proporcional més utilitzat és l'escrutini proporcional plurinominal, i el sistema majoritari més utilitzat és l'escrutini uninominal majoritari.

#### Freqüència de les eleccions
La naturalesa de la democràcia estableix que els funcionaris públics i/o els partits polítics són responsables davant el poble, i han de retornar davant l'electorat per renovar el seu mandat. Per això, la majoria de les constitucions democràtiques estableixen intervals regulars per convocar eleccions. En els sistemes presidencialistes aquests intervals sovint són fixos, i només són alterats en cas de mort, guerra o alguna circumstància molt especial. Per contra, en la majoria dels sistemes parlamentaris els intervals poden variar si el cap de govern ho decideix, o si el parlament utilitza una moció de censura. Per tant, alguns estats parlamentaris, com ara el Regne Unit, només estableixen el temps màxim d'una legislatura, i el primer ministre té la facultat de convocar a eleccions abans de la finalització del període.